# Agent orange
Pour les articles homonymes, voir Agent, Agent orange (homonymie) et Orange.

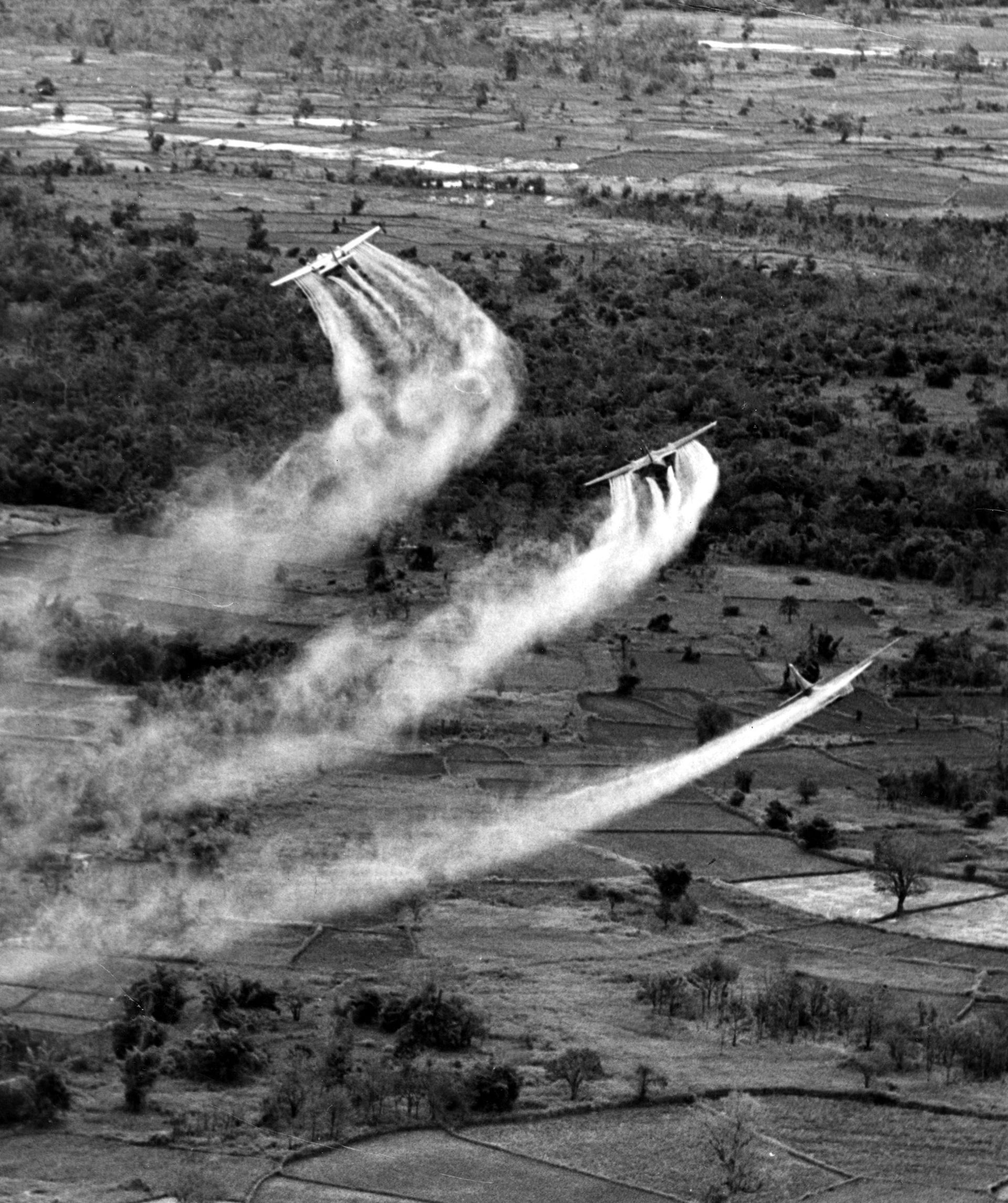
Avions militaires américains épandant au Viêt Nam pendant l'opération Ranch Hand.

L’« agent orange » est le surnom donné à l'un des herbicides arc-en-ciel, plus précisément un défoliant, le plus employé par l'armée des États-Unis lors de la guerre du Viêt Nam entre 1961 et octobre 1971. Le produit était répandu principalement par avion au-dessus des forêts vietnamiennes ou sur des cultures vivrières, dans le cadre de l'opération Ranch Hand, elle-même issue du programme Trail Dust. L'objectif était de détruire la jungle où se cachaient les combattants vietnamiens. Au total, 80 millions de litres de produits chimiques ont été déversés par l'armée des États-Unis dont 61 % d'agent orange. Il a aussi été utilisé par les Américains au Laos et au Cambodge ou encore sur la zone démilitarisée séparant les deux Corée. Après 1971, les Américains évacuèrent l'essentiel de leurs barils stockés en Asie du Sud-Est vers l'atoll Johnston. Entre 1971 et 1972, toutefois, l'armée de la République du Sud Viêt Nam continua à utiliser des défoliants.
Il avait d'abord été utilisé par les Britanniques, ainsi que par l'Australie et la Nouvelle-Zélande (deux pays du Commonwealth), en Malaisie britannique, contre l'insurrection indépendantiste et communiste malaise entre 1952 et 1954.
L'agent orange est responsable de plusieurs maladies chez les militaires assurant sa dispersion, mais surtout chez les civils et combattants vietnamiens évoluant dans les zones directement ou indirectement exposées. Cela est surtout dû à la présence de dioxine, une famille de molécules persistant dans l'environnement et dans les graisses, et dont certaines sont cancérigènes. La stabilité de la dioxine, sa granulométrie, sa bioaccumulation lui confèrent un effet durable sur les habitants des régions touchées, occasionnant ainsi des cas de cancers, de fausses couches, ou de nombreuses malformations à la naissance, des années après la fin de la guerre du Vietnam le 30 avril 1975.
Selon le gouvernement vietnamien, quatre millions de personnes au Vietnam ont été exposées au défoliant, et jusqu'à trois millions de personnes ont été malades à cause de l'agent orange, tandis que la Croix-Rouge du Vietnam estime que jusqu'à un million de personnes étaient handicapées ou ont des problèmes de santé à la suite d'une exposition à l'agent orange,. Ce drame est aussi un écocide puisque les écosystèmes sont contaminés pour de nombreuses années (terres, eau, animaux…).
Les victimes de l'agent orange au Vietnam, mais aussi aux États-Unis et en France, réclament justice et veulent être reconnues non seulement judiciairement mais aussi politiquement, socialement et culturellement,.

## Description
L'agent orange est un mélange à parts égales de deux molécules herbicides : l'acide 2,4-dichlorophénoxyacétique (2,4-D) et l'acide 2,4,5-trichlorophénoxyacétique (2,4,5-T).
Découvertes dans les années 1940 par des équipes de recherches britanniques et américaines, ces molécules agissent en mimant une hormone de croissance végétale de type auxine : l'acide indole 3-acétique. Pulvérisées sur des plantes, elles provoquent une croissance incontrôlée, menant à la mort du végétal. Ce sont des herbicides sélectifs : lorsqu'ils sont pulvérisés sur des cultures de graminées (blé, maïs…), seules les adventices sont éliminées. Commercialisés en 1946, ces herbicides ont été largement utilisés à partir des années 1950. Spécialement fabriqué à l'intention des militaires, l'agent orange fut utilisé en des concentrations très supérieures à celles normalement utilisées en agriculture.
En 1969, il est fait état de la contamination de l'agent orange par la 2,3,7,8-tétrachlorodibenzo-para-dioxine (TCDD, dite « dioxine de Seveso »). Plus précisément, la dioxine était présente parmi les impuretés dérivant de la fabrication du seul 2,4,5-T, qui entre dans la composition de l'agent orange (le 2,4-D quant à lui, ne contenant pas de dioxine, reste un des herbicides les plus utilisés dans le monde). Cette présence résulte du mode de fabrication choisi par les sociétés pour produire en plus  grande quantité. Cette contamination varie en fonction des lots et des sociétés productrices.
La quantité de dioxine variait selon les herbicides. Selon les dernières estimations, entre 1961 et 1971, l’armée américaine aurait à elle seule déversé des dizaines de millions de litres d'herbicide contenant plus de 300 kg de dioxine TCDD, sur des centaines de milliers d’hectares, dans le sud et le centre du Vietnam principalement, mais aussi au Laos et au Cambodge. Or les normes internationales fixent les seuils de dioxine à ne pas dépasser en millionième de gramme.
La dioxine est une substance cancérigène et tératogène (produisant des malformations chez les nouveau-nés). Elle provoque des maladies de peau et porte atteinte aux systèmes immunitaire, reproductif et nerveux. La TCDD peut être à l'origine de plusieurs sortes de cancers, comme le lymphome non-hodgkinien, la maladie de Hodgkin et la leucémie lymphoïde chronique. Dès lors, le 2,4,5-T a été interdit dans de nombreux pays.
Le 2,3,7,8-tétrachlorodibenzo-para-dioxine a une demi-vie dans le corps humain de cinq à dix ans, en raison d'une forte lipophilie, il est stocké dans les graisses et par conséquent reste stocké dans les organismes longtemps et se transmet de génération en génération.
Au Vietnam, la quatrième génération après la guerre est contaminée et on estime que plus de 100 000 enfants souffrent de séquelles dues à l’agent orange et la dioxine qu’il contenait.

## Histoire

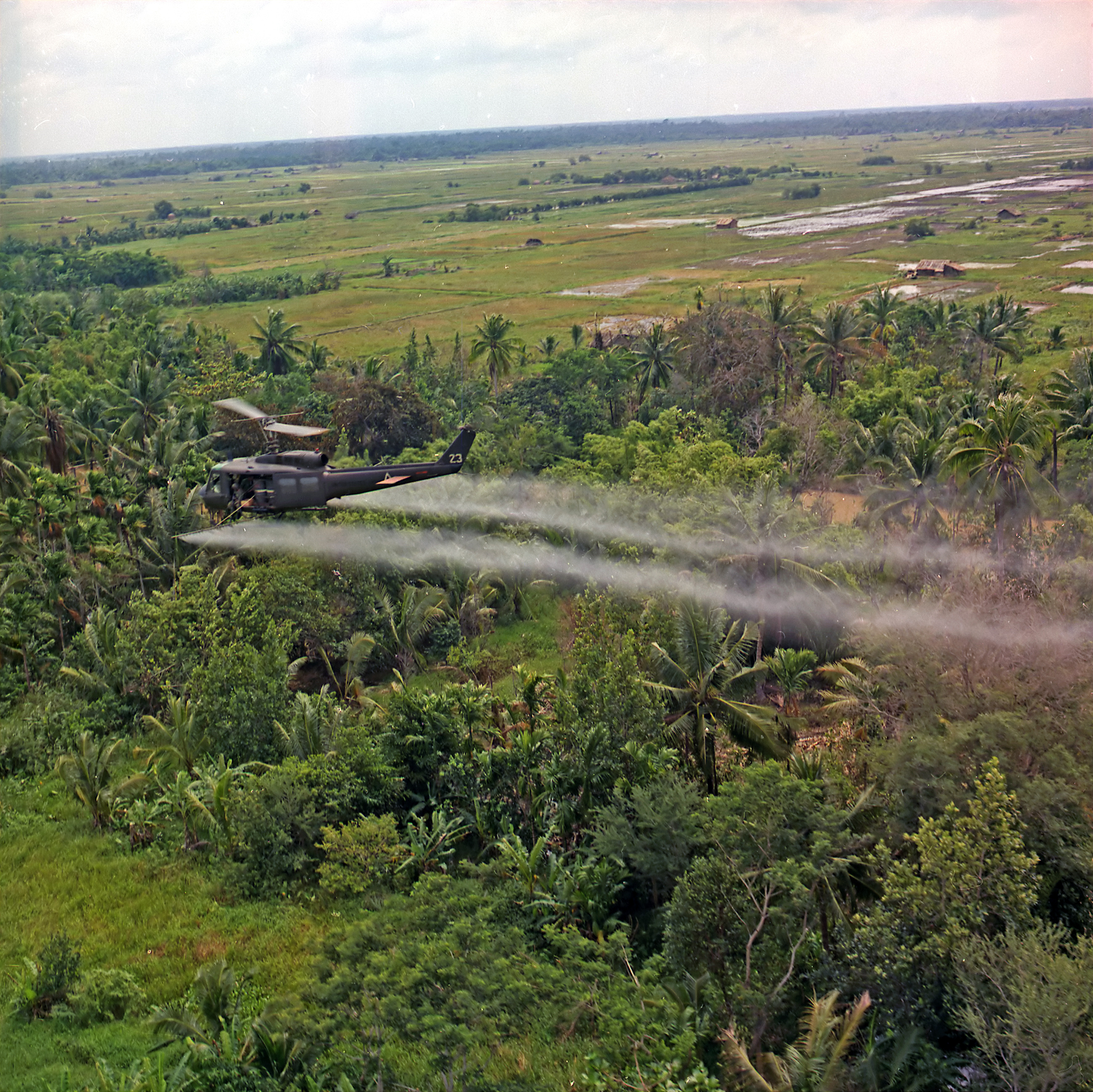
Épandage par hélicoptère de l'agent orange dans le delta du Mékong le 26 juillet 1969.

L'agent orange, nom donné par les médias à l'herbicide, produit pour le département de la Défense des États-Unis par Monsanto et Dow Chemical entre autres, est en fait rose et brunâtre, et doit son nom aux bandes de couleur orange peintes sur les fûts dans lesquels il était stocké. De même furent baptisés les agents blanc, bleu, rose, vert et pourpre, mais l'agent orange est le défoliant le plus connu car le plus utilisé pendant la guerre du Vietnam, la fin du conflit voyant même l'usage de l'agent « Super Orange » (agent orange II) encore plus dangereux.
Des herbicides furent utilisés la première fois dans des opérations militaires anti-indépendantistes afin de défolier les forêts, par les forces Britanniques, ainsi que par deux pays du Commonwealth, l'Australie et la Nouvelle-Zélande, lors de l'insurrection indépendantiste et communiste malaise entre 1952 et 1954,.
Ce produit était d'usage courant dans l'agriculture aussi bien aux États-Unis qu'en URSS dans les années 1960. Au Vietnam, le produit fut en moyenne surdosé d'un facteur 13, ce qui rend difficile la comparaison entre l'usage agricole et l'usage militaire. Des scientifiques du Fort Detrick commencèrent dans les années 1950 des études sur ce défoliant, basées sur les recherches du botaniste Arthur Galston (en), pour l'utiliser comme arme biologique. Des expérimentations eurent lieu aux États-Unis mais aussi au Canada, à Porto Rico, en Thaïlande et en Corée, l'impureté la plus toxique de l'agent, la dioxine, étant testée sur des prisonniers de Holmesburg Prison (en) de Philadelphie.
Il fut ensuite utilisé pour empêcher les résistants vietnamiens de se cacher dans les forêts du Sud-Vietnam, pour détruire leurs récoltes, mais aussi afin de dégager les abords des installations militaires américaines et y prévenir les attaques. Des essais concluants au Vietnam ont lieu dès 1959 sous la présidence de Dwight David Eisenhower.
Ces opérations de guerre chimique débutèrent en 1961, le premier épandage ayant lieu le 10 août dans la province de Kontum au centre du pays. Le programme, intitulé opération Hadès puis rebaptisé opération Ranch Hand, débuta ensuite progressivement avec le feu vert du président John F. Kennedy en novembre 1961 jusqu'à atteindre son apogée en 1965.
La contamination quasi systématique du 2,4,5-T par une dioxine a été révélée au public dans les derniers jours de 1969. C'est à ce moment que la dangerosité a été officiellement admise, ce qui conduisit, en avril 1970, la Food and Drug Administration à l'interdire aux États-Unis, ce qui est une décision extrêmement rapide pour l'époque.
Les épandages qui suscitaient de nombreuses protestations dans le monde et aux États-Unis même de la part de scientifiques, d'un certain nombre de parlementaires et surtout d'anciens combattants américains, étaient déjà en nette décrue. Entre autres raisons, à cause des effets « mécaniques » indésirables sur les populations civiles comme la destruction des récoltes provoquant un exode rural accru des paysans non belligérants et leur famille vers des villes incapables de les accueillir et de les nourrir. Les épandages sont interdits dès avril 1970 aussi bien aux États-Unis pour un usage agricole, que pour son utilisation par les forces américaines au Vietnam.

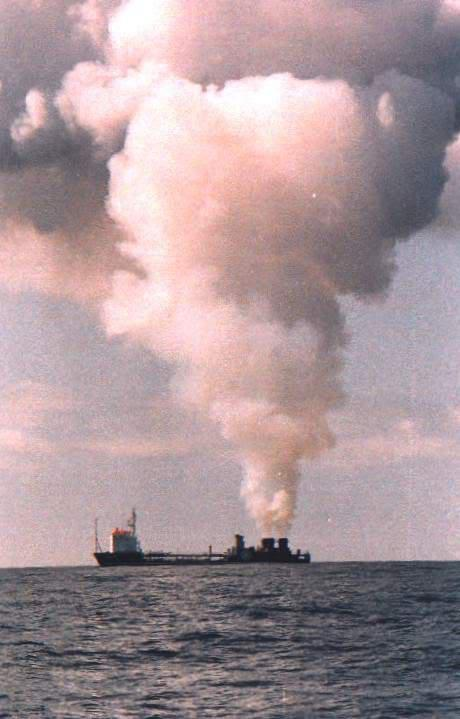
Le M/T Vulcanus incinérant de l'agent orange durant l'opération Pacer HO en 1977.

Le retour aux États-Unis étant interdit — la circulation du produit est interdite dans les deux sens — jusqu’à une décision de septembre 1971, la seule solution pour les commandants locaux est le traitement sur place durant cette période qui utilise le traitement alors classique des surplus de champ de bataille : l’enfouissement, la destruction par explosion ou le déversement dans des zones isolées. La levée de l'interdiction de retour de l'agent orange aux États-Unis a lieu, donc, en 1971 pour destruction par incinération à haute température. À la suite de deux programmes militaires, opération Pacer IVY (en) pour l'inventaire, et opération Pacer HO pour la destruction elle-même, les stocks d'agent orange inventoriés sont incinérés dans un navire spécialement aménagé, propriété de la société néerlandaise Ocean Combustion Service, le M/T Vulcanus. Sous la supervision conjointe de représentants de l'Air Force et de l'Environmental Protection Agency (EPA), les barils stockés sur la base de Gulfport (Mississippi) aussi bien que ceux repositionnés sur l'atoll Johnston sont incinérés en trois fournées entre avril 1977 et avril 1978.
L’Académie nationale des sciences des États-Unis estime, aujourd'hui, que près de 80 millions de litres d'herbicides, dont 61 % d'agent orange, ont été déversés. Selon Franz J. Broswimmer dans son ouvrage Ecocide, cet épandage a touché 20 % des forêts du Sud Viêt Nam et empoisonné 400 000 hectares de terrain agricole.
Le 8 décembre 2006, le quotidien The Guardian révèle que Sir Richard Doll, épidémiologiste et toxicologue anglais réputé, célèbre pour avoir établi le lien entre l'usage de tabac et le cancer du poumon, a été sous contrat de Monsanto de mai 1979 à mai 1986 (période durant laquelle il aurait reçu, selon The Guardian, 1 500 dollars par jour de la firme, et cela durant un an). C'est durant cette époque qu'il a affirmé à une commission australienne qu'il n'y avait pas de relation entre le cancer et l'agent orange. Richard Doll aurait aussi reçu de l'argent de l'industrie chimique durant plus de vingt ans, selon le quotidien. Il avait, avec son collègue Sir Richard Peto, produit en 1981 un article concluant que seuls 1 à 3 % des cancers avaient une cause environnementale.
En réponse au refus de la justice américaine de juger l'utilisation de l'agent orange, un tribunal d'opinion présidé par le juriste indien Jitendra Sharma s'est tenu du 15 au 16 mai 2009 à Paris. Sans portée juridique, ce tribunal vise à définir les responsabilités dans l'utilisation de ce défoliant et à la dénoncer devant l'opinion mondiale.

### Poursuites judiciaires et dédommagements

#### États-Unis
L'État fédéral américain est la première entité mise en cause par les victimes de l'agent orange, mais il bénéficie de l'immunité pour tout acte commis en temps de guerre. Les vétérans américains victimes de l'agent orange se retournent alors contre les fabricants de l'herbicide pour engager la responsabilité de ceux qui ont produit ou commercialisé cet herbicide et qui ont choisi des procédés ayant rendu extrêmement toxique l’agent orange en connaissance de cette toxicité.
Dans les années 1970, des vétérans américains de la guerre du Vietnam ouvrent une action collective contre Monsanto et six autres producteurs de l'agent orange.
En 1984, Monsanto, Dow Chemical et cinq autres entreprises accusées signent un accord à l'amiable avec les associations de vétérans en échange de l'arrêt de toute poursuite. Les vétérans ont accepté cet accord transactionnel pour recevoir les indemnités dont ils avaient besoin, bien que leur volonté ait été de faire condamner judiciairement ces sociétés. Les fabricants versent la somme de 180 millions de dollars à un fonds de compensation. Presque 40 000 des 68 000 vétérans reçoivent entre 256 et 12 800 dollars, selon la gravité des cas.
Le 31 janvier 2004, l'Association vietnamienne des victimes de l'agent orange/dioxine présente un recours collectif aux États-Unis contre onze fabricants d'herbicide (dont Dow Chemical et Monsanto) pour crime contre l'humanité et crime de guerre. La première séance de ce procès a lieu le 1er mars 2005 à New York. Le 10 mars, la cour rejette la plainte, le juge ayant conclu que l'agent orange n'est pas un poison au regard du droit international, et qu'il n'y a donc pas d'interdiction d'utiliser un herbicide. L'association vietnamienne des victimes (VAVA) dépose un recours devant la cour d'appel de New York, le 8 avril 2005, et son dossier d'arguments le 30 octobre 2005.
André Bouny, père d'enfants vietnamiens, président du Comité international de soutien aux victimes vietnamiennes de l'agent orange (CIS), a consacré à l'agent orange au Viêt Nam de nombreux articles et un essai, Agent Orange, Apocalypse Viêt Nam, afin d’expliquer sa nature et ses conséquences,.

#### France
Tran To Nga est une femme franco-vietnamienne, ancienne journaliste pendant la guerre du Vietnam et contaminée par l’agent orange lors du conflit. Victime de nombreuses maladies à cause de la dioxine, elle intente un procès contre 26 multinationales chimiques américaines — dont Monsanto et Dow Chemical, — pour obtenir justice et réparation pour elle mais aussi pour toutes les victimes de l’agent orange.
Une pétition de soutien à sa procédure a reçu 200 000 signatures. Les audiences du procès ont débuté au tribunal d'Évry le 25 janvier 2021.
Le tribunal d’Évry n’a pas statué sur la responsabilité des multinationales. Il a retenu que ces dernières avaient agi « sur ordre et pour le compte de l’État américain, dans l’accomplissement d’un acte de souveraineté ». En conséquence, le tribunal a estimé qu’elles pouvaient légitimement « se prévaloir de l’immunité de juridiction » appartenant ordinairement aux États étrangers.
Cette conclusion a été contestée par des universitaires.
Tran To Nga a fait appel en septembre 2021, pour que la responsabilité des firmes qui ont librement répondu à l’appel d’offre des États-Unis soit reconnue.

#### Corée du Sud
En 1999, environ 20 000 vétérans sud-coréens portent deux plaintes séparées contre les fabricants d'herbicide, réclamant cinq milliards de dollars. Ayant perdu en première instance en 2002, ils font appel et gagnent le 26 janvier 2006. La justice condamne Dow Chemical et Monsanto à verser 62 millions de dollars à 6 800 personnes (chacune devrait recevoir entre 6 200 et 47 500 dollars).
En 2011, les États-Unis et la Corée du Sud mettent en place un groupe conjoint chargé d'enquêter sur les importantes quantités d'agent orange qui auraient été enterrées dans les années 1970 dans la base américaine de Camp Caroll, au sud-est de la péninsule coréenne.
En 2013, la justice sud-coréenne a reconnu, par l'intermédiaire de sa Cour suprême, la responsabilité de Monsanto et de Dow Chemical dans les maladies de peau développées par des vétérans ayant combattu pendant la guerre du Vietnam, estimant établie la « corrélation épidémiologique » avec l'agent orange.

#### Canada
En septembre 2007, le gouvernement canadien s'engage à dédommager les victimes de l’épandage de l’agent orange et autres défoliants ayant eu lieu sur la base de Gagetown, au Nouveau-Brunswick, entre 1966 et 1967.

#### La Haye
Les 15 et 16 octobre 2016, à La Haye, un « tribunal citoyen » examine les crimes de Monsanto : « enfants malformés, agriculteurs malades ou ruinés, eaux polluées et sols détruits ».

## Épidémiologie

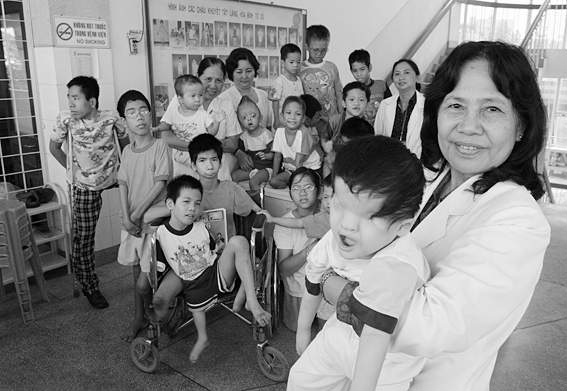
Groupe d'enfants handicapés, principalement à cause de l'agent orange.

Selon les dernières estimations, de 2,1 à 4,8 millions de Vietnamiens ont été directement exposés aux herbicides entre 1961 et 1971, auxquels il faut rajouter un nombre inconnu de Cambodgiens, de Laotiens, de civils et militaires américains, et de leurs divers alliés australiens, canadiens, néo-zélandais, sud-coréens.
La dioxine étant une molécule très stable, elle tend à rester dans l'environnement. Les concentrations se révèlent donc extrêmement importantes dans les graisses animales, contaminant ainsi la chaîne alimentaire. La dioxine est aussi présente en grandes quantités dans les sols et les sédiments.
Ainsi, des enfants vietnamiens nés plusieurs années après la fin de l'épandage présenteraient des taux élevés dans l'organisme. Les conséquences de cette accumulation seraient nombreuses : cécité, diabète, cancers de la prostate et du poumon, malformations congénitales. En effet, un article paru dans le International Journal of Epidemiology (en) propose un lien entre l'agent orange et l'apparition de malformations chez les nouveau-nés, cependant la validité des données utilisées pour conduire l'analyse statistiques est remise en cause.
Au Vietnam, après la guerre, une quatrième génération est contaminée et on estime que plus de 100 000 enfants souffrent de séquelles dues à l’agent orange et la dioxine qu’il contenait.[réf. nécessaire]

## Environnement
L'utilisation d'une telle quantité d'herbicide a causé le plus grand écocide du XXe siècle en détruisant, entre 1961 et 1966, 43 % des terres arables et 44 % de la superficie forestière totale du Sud du Vietnam. Le Courrier de l'Unesco datant du mois de mai 2000, l'organisation liée à l'ONU, a estimé que le cinquième des forêts sud-vietnamiennes a été détruit par les herbicides américains.

### Écocide
La notion d’écocide est née avec l’usage de l’agent orange pendant la guerre du Vietnam, en tant que destruction permanente et irrémédiable d’un écosystème.
Laurent Neyret propose la définition suivante du crime d’écocide : « toute action généralisée ou systématique comprise dans une liste d’infractions qui cause des dommages étendus, durables et grave à l’environnement naturel, commise délibérément et en connaissance de cette action ». 
Selon un rapport de l’Unesco, les épandages d’agent orange ont détruit quatre cent mille hectares de terres agricoles, deux millions d’hectares de forêts et cinq cent mille hectares de mangrove, soit 20 % de l’ensemble des forêts sud-vietnamiennes. Certaines ont été replantées comme celle de Tra Su dans le sud du pays.

## Actions politiques et militantes des victimes de l’agent orange
(juillet 2025).
 (juillet 2025).
Si vous disposez d'ouvrages ou d'articles de référence ou si vous connaissez des sites web de qualité traitant du thème abordé ici, merci de compléter l'article en donnant les références utiles à sa vérifiabilité et en les liant à la section « Notes et références ».
Les victimes de l’agent orange luttent pour être reconnues politiquement, culturellement, judiciairement. Elles souhaitent être indemnisées pour pouvoir se soigner et que les responsables de ce drame soient condamnés. Plusieurs associations de victimes ou de soutien aux victimes existent dans le monde.
Au Vietnam, la VAVA (Vietnamese Association for Victims of Agent orange), fondée en 2004, est[pas clair] l’Association Vietnamienne des Victimes de l’Agent Orange (VAVA). Il s’agit d’une organisation humanitaire qui travaille à mobiliser tous les appuis nationaux et internationaux pour aider les victimes et protéger leurs droits et intérêts légitimes dans la lutte pour la justice. La VAVA soutient les victimes de l’agent orange par de nombreux projets, en leur construisant des maisons, des centres de soins et de réhabilitation fonctionnelle ou encore des centres de détoxication par le sauna. Il existe aujourd’hui un total de 26 centres dans les villes principales du pays, dont un centre se situe au district de Thach That, pas très loin du centre ville de Hanoi. L’association a également installé des systèmes de filtration d’eau potable et dépollué une partie des sols contaminés. Elle prend en charge une partie des traitements médicaux et de l’assurance maladie des victimes. Grâce aux précieux soutiens de la communauté internationale, les victimes bénéficient aussi de visites médicales annuelles effectuées par les médecins étrangers. L’essentiel étant de permettre aux victimes de s’insérer dans la société, la VAVA offre des bourses d’études et des fournitures scolaires à des enfants de victimes ou des enfants handicapés. Les victimes qui sont capables de travailler apprennent des métiers artisanaux simples ou sont accompagnés dans la recherche d’un emploi.
Orange DiHoxyn est une association d’intérêt général créée en 2008. Son but est de permettre à ceux qui se sentent concernés par les conséquences actuelles de l’Agent Orange d’aider les victimes vietnamiennes, sans distinction de sexe, âge, religion, opinions philosophiques et politiques. Elle utilise tous les arts, mais surtout la musique à travers les concerts qu’elle organise. Les bénéfices servent à financer son programme humanitaire. Ce programme est principalement axé sur le financement d’opérations chirurgicales et d’achat de matériels pour les victimes vietnamiennes de l’Agent Orange. Le but est d’améliorer leur autonomie et de favoriser leur insertion dans la société.
L’AAFV, Association d’amitié franco-vietnamienne, a été créée en 1961. Sa fonction est de faire connaître le Vietnam pour le faire aimer. Son but est de participer à la solidarité avec le Vietnam. Cette solidarité prend une importance et une signification particulière envers les victimes de l’Agent orange. Les séquelles de la guerre chimique menée par les États-Unis, la plus grande guerre chimique de l’Histoire, sont encore terriblement présentes. L’AAFV soutient Tran To Nga dans le procès qu’elle a intenté à 23 firmes chimiques américaines, dont Monsanto, qui ont fourni l’Agent orange à l'US Army. Les projets de l’AAFV visent également à faire connaître le Vietnam en France, à créer des coopérations franco-vietnamiennes et renforcer les relations d’amitié entre les deux pays.
Le Comité de soutien à Tran To Nga créé en 2017 regroupe de nombreuses associations et vise à soutenir Tran To Nga dans son long combat contre les multinationales et pour la justice pour les victimes. Thuy Tien Ho, amie et soutien de Tran To Nga, est la coordinatrice du Comité de soutien à Trần Tố Nga.
Le Collectif Vietnam Dioxine regroupe des bénévoles et des associations partenaires. Il lutte pour la reconnaissance officielle et les réparations à la suite des effets de l’usage de l’agent orange durant la guerre du Vietnam. Cette association a pour but de créer et renforcer la solidarité avec les victimes de l’agent orange, soutenir les victimes y compris financièrement et rendre visible leurs luttes, participer à la reconnaissance mémorielle, sociétale et judiciaire des victimes de l’agent orange, sensibiliser et informer le grand public sur l’agent orange et ses conséquences actuelles au Vietnam, soutenir les luttes pour la justice sociale, raciale et environnementale, et finalement se constituer partie civile dans toutes les procédures ayant pour requérants des personnes victimes de l’agent orange. Pour sensibiliser le grand public, le Collectif organise avec des associations partenaires et des personnalités publiques, des conférences, projections, débats, podcasts, webinaires...
Le Collectif Vietnam Dioxine coopère avec les associations de la communauté vietnamienne en France, l’UGVF (Union générale des Vietnamiens de France) et l’UJVF (Union des Jeunes Vietnamiens de France) qui soutiennent également les victimes de l’agent orange, financièrement, matériellement et via des projets de sensibilisation.
Les 9 et 10 août 2020, les associations françaises ont organisé 36h de live en soutien et en hommage à toutes les victimes de l’agent orange. Pendant 36h, des performances artistiques (courts-métrages, concerts…) d’artistes du monde entier ont été diffusées ainsi que des conférences sur l’agent orange.

## Fabricants
- Dow Chemical Company
- T-H (Thompson-Hayward) Agricultural and Nutrition Company
- Diamond Shamrock
- Monsanto Company par le biais de Mobay, une coentreprise avec Bayer
- Hercules
- Uniroyal
- Thompson Chemicals